# Strada 5 (Uruguay)
La strada 5 (in spagnolo: Ruta 5) è una strada statale dell'Uruguay che unisce la capitale Montevideo con la cittadina di Rivera, situata alla frontiera con il Brasile. Con la legge 14.361 del 15 aprile 1975 stata intitolata al Brigadier Generale Fructuoso Rivera.
È una delle principali arterie di comunicazione uruguaiane e unisce alla capitale tutta la regione centro-settentrionale del paese. Una volta valicata la frontiera la strada entra nella cittadina di Santana do Livramento e riprende il suo percorso come autostrada federale BR-158.
Il tratto compreso tra Montevideo e Canelones è suddiviso in due carreggiate.